# Kriegerdenkmal (Aschheim)

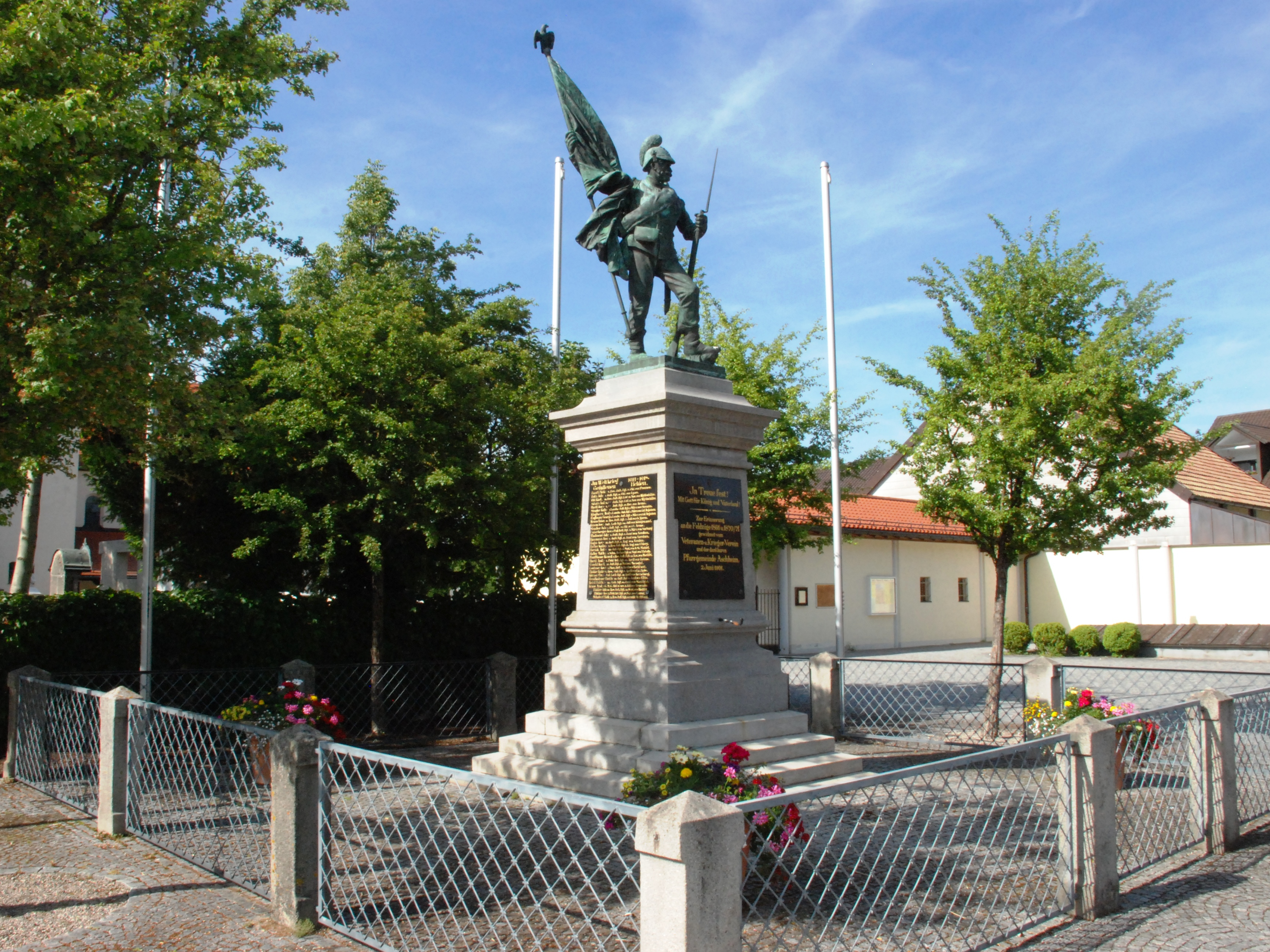
Das Kriegerdenkmal an der Münchner Straße

Das Kriegerdenkmal in Aschheim (Oberbayern) ist ein Mahnmal zur Erinnerung an die Gefallenen des Deutschen Krieges (1866) sowie des Deutsch-Französischen Krieges (1870/71). Es wurde 1901 errichtet. Später erinnerte man hier auch der Gefallenen und Vermissten beider Weltkriege. Es ist als Baudenkmal in die Bayerische Denkmalliste eingetragen.
Auf einem Steinsockel mit Inschriftentafeln steht eine vom Bildhauer Anton Kaindl geschaffene Galvanoplastik eines Kriegers. Die Figur wurde laut Inschrift an der Plinthe von Mayr in München hergestellt. 1980 wurde sie durch eine Kopie ersetzt.